# Tim Carswell
Timothy Christopher "Tim" Carswell (nascido em 22 de outubro de 1971) é um ex-ciclista de pista neozelandês. Conquistou duas medalhas de bronze nos Jogos da Commonwealth de 1998, um na corrida de scratch e outro na perseguição por equipes ao lado de Brendon Cameron, Greg Henderson e Lee Vertongen.
Competiu em duas Olimpíadas; em Atlanta 1996 terminou na oitava posição na prova de perseguição por equipes de 4 km, e em Sydney 2000, onde terminou em sexto competindo na mesma prova.